# Processo químico
Um processo químico é um conjunto de operações ordenadas em que se procede a transformação de substâncias em produtos finais diferentes. Um produto é diferente de outro caso tenha distinta composição, esteja em um estado físico distinto ou tenha alterado suas condições, propriedades e funcionalidades.